# آرمان بلانشونه
آرمان بلانشونه (فرانسوی: Armand Blanchonnet‎; ۲۳ دسامبر ۱۹۰۳ – ۱۷ سپتامبر ۱۹۶۸) دوچرخه‌سوار، و دوچرخه‌سوار پیست اهل فرانسه بود.